# Les Misérables (film, 1909)
Les Misérables est un court métrage américain réalisé par James Stuart Blackton en 1909, d'après le roman de Victor Hugo.

## Synopsis
L'histoire commence en 1886, bien après la mort de Jean Valjean. L'un des personnages principaux, Jacques Dupré, issu d'une famille de pauvres paysans, apparaît au début du film. Sa maison est au milieu d'un quartier misérable et peu fréquenté de Paris. Son père s'appelle Jean-Pierre Dupré et sa mère Marie Gautier. Il a aussi un frère, Martin Dupré, et une sœur, Lucile Dupré. Sa famille vient de Mauregard, un village de la banlieue de Paris. Ses parents se sont fait tuer dans un champ de blé lorsque Jacques Dupré avait 12 ans. Il dut éduquer seul son frère et sa sœur, qui est morte jeune.

## Distribution
- William V. Ranous : Javert
- Maurice Costello : Jean Valjean
- Mary Maurice : Fantine
- Helene Costello :  peut être Cosette (enfant(3 ans))
- Hazel Neason :  peut être Cosette (adolescente (19 ans))
- Marc McDermott
- William Humphrey
- Charles Kent
- Elita Proctor Otis
- Edith Storey
- James Young